# EHF Liga Mistrzów 2015/2016 (grupa C)
EHF Liga Mistrzów 2015/2016 - rozgrywki i tabela grupy C
| Lp. | Drużyna                | M  | Mecze | Mecze | Mecze | Bramki | Bramki | Bramki | Pkt |
| Lp. | Drużyna                | M  | W     | R     | P     | +      | −      | +/−    | Pkt |
| --- | ---------------------- | -- | ----- | ----- | ----- | ------ | ------ | ------ | --- |
| 1.  | HC Meszkow Brześć      | 10 | 8     | 0     | 2     | 321    | 264    | +57    | 16  |
| 2.  | CB Ciudad de Logroño   | 10 | 7     | 0     | 3     | 298    | 270    | +28    | 14  |
| 3.  | FC Porto               | 10 | 7     | 0     | 3     | 296    | 265    | +31    | 14  |
| 4.  | Czechowskije Miedwiedi | 10 | 4     | 0     | 6     | 271    | 292    | −21    | 8   |
| 5.  | Tatran Preszów         | 10 | 2     | 0     | 8     | 241    | 297    | −56    | 4   |
| 6.  | RK Vojvodina           | 10 | 2     | 0     | 8     | 242    | 277    | −35    | 4   |

| Gospodarz \ Gość       | MES   | CIU   | POR   | CHE   | VOJ   | PRE   |
| HC Meszkow Brześć      |       | 31:33 | 34:27 | 32:26 | 34:22 | 32:26 |
| CB Ciudad de Logroño   | 28:32 |       | 30:23 | 30:25 | 31:22 | 37:29 |
| FC Porto               | 29:28 | 35:31 |       | 31:27 | 37:15 | 33:23 |
| Czechowskije Miedwiedi | 27:33 | 27:26 | 30:29 |       | 34:30 | 29:28 |
| RK Vojvodina           | 26:35 | 26:31 | 23:27 | 26:24 |       | 24:25 |
| Tatran Preszów         | 20:30 | 19:21 | 24:25 | 27:21 | 19:27 |       |

| 17 września 2015 | Czechowskije Miedwiedi | 27:26   | CB Ciudad de Logroño |                                                                              |
| 19:00            | A. Kotow 6             | (13:13) | 8 Cristian Malmagro  | Olimpijski Czechow, Czechow Widzów: 1500 Sędzia: Csaba Dobrovits Péter Tájok |
| 19:00            | 5× · 1×                | (13:13) | 2× · 3×              | Olimpijski Czechow, Czechow Widzów: 1500 Sędzia: Csaba Dobrovits Péter Tájok |

| 19 września 2015 | HC Meszkow Brześć | 34:22   | RK Vojvodina          | |
| 18:00            | trzech graczy 5   | (15:14) | 7 Aleksiej Rastworcew | Uniwersalny Kompleks Sportowy „Wiktoria”, Brześć Widzów: 2500 Sędzia: Per Olesen Lars Elby Pedersen |
| 18:00            | 3× · 3×           | (15:14) | 7× · 3× · 1×          | Uniwersalny Kompleks Sportowy „Wiktoria”, Brześć Widzów: 2500 Sędzia: Per Olesen Lars Elby Pedersen |

| 19 września 2015 | FC Porto                           | 33:23   | Tatran Preszów |                                                                           |
| 18:00            | Gilberto Duarte 6 · Cuni Morales 6 | (14:11) | 7 Vasja Furlan | Dragão Caixa, Porto Widzów: 1151 Sędzia: Radojko Brkic Andrei Jusufhodzic |
| 18:00            | 5× · 3×                            | (14:11) | 5× · 3×        | Dragão Caixa, Porto Widzów: 1151 Sędzia: Radojko Brkic Andrei Jusufhodzic |

| 26 września 2015 | Tatran Preszów  | 20:30   | HC Meszkow Brześć |                                                                                |
| 15:00            | Radoslav Antl 5 | (11:14) | 4 trzech graczy   | Stadion Miasta Preszów, Preszów Widzów: 2600 Sędzia: Bogdan Stark Romeo Ștefan |
| 15:00            | 3× · 3×         | (11:14) | 4× · 3×           | Stadion Miasta Preszów, Preszów Widzów: 2600 Sędzia: Bogdan Stark Romeo Ștefan |

| 26 września 2015 | CB Ciudad de Logroño | 30:23   | FC Porto          |                                                                                                  |
| 18:00            | Cristian Malmagro 8  | (10:12) | 5 Gilberto Duarte | Palacio de los Deportes de La Rioja, Logroño Widzów: 2000 Sędzia: Michael Johansson Jasmin Kliko |
| 18:00            | 4× · 3×              | (10:12) | 5× · 3×           | Palacio de los Deportes de La Rioja, Logroño Widzów: 2000 Sędzia: Michael Johansson Jasmin Kliko |

| 26 września 2015 | RK Vojvodina        | 26:24   | Czechowskije Miedwiedi |                                                                            |
| 18:00            | Filip Marjanović 11 | (12:13) | 10 Dmitrij Kowaliow    | SC Slana Bara, Nowy Sad Widzów: 1500 Sędzia: Duarte Santos Ricardo Fonseca |
| 18:00            | 6× · 3×             | (12:13) | 5× · 3×                | SC Slana Bara, Nowy Sad Widzów: 1500 Sędzia: Duarte Santos Ricardo Fonseca |

| 1 października 2015 | Czechowskije Miedwiedi | 27:33   | HC Meszkow Brześć   |                                                                              |
| 19:00               | K. Kotow 6             | (14:17) | 10 Rastko Stojković | Olimpijski Czechow, Czechow Widzów: 1460 Sędzia: Fabian Baumgart Sascha Wild |
| 19:00               | 2× · 3×                | (14:17) | 2× · 3×             | Olimpijski Czechow, Czechow Widzów: 1460 Sędzia: Fabian Baumgart Sascha Wild |

| 1 października 2015 | RK Vojvodina    | 23:27  | FC Porto                            |                                                                    |
| 19:30               | Zoran Nikolić 6 | (8:14) | 5 António Areia · 5 Gilberto Duarte | SC Slana Bara, Nowy Sad Widzów: 4000 Sędzia: Csaba Kékes Pál Kékes |
| 19:30               | 4× · 3×         | (8:14) | 5× · 3×                             | SC Slana Bara, Nowy Sad Widzów: 4000 Sędzia: Csaba Kékes Pál Kékes |

| 3 października 2015 | CB Ciudad de Logroño     | 37:29   | Tatran Preszów                         |                                                                                                   |
| 16:00               | Ángel Fernández Pérez 14 | (22:15) | 8 Radoslav Antl · 8 Wiaczesław Sadowyj | Palacio de los Deportes de La Rioja, Logroño Widzów: 2000 Sędzia: Ivan Pavićević Miloš Ražnatović |
| 16:00               | 4× · 3×                  | (22:15) | 7× · 2× · 1×                           | Palacio de los Deportes de La Rioja, Logroño Widzów: 2000 Sędzia: Ivan Pavićević Miloš Ražnatović |

| 7 października 2015 | HC Meszkow Brześć | 31:33   | CB Ciudad de Logroño | |
| 20:00               | Pawieł Atman 6    | (17:15) | 9 Cristian Malmagro  | Uniwersalny Kompleks Sportowy „Wiktoria”, Brześć Widzów: 3000 Sędzia: Sławe Nikołow Ǵorǵi Nachevski |
| 20:00               | 3× · 3×           | (17:15) | 2× · 3×              | Uniwersalny Kompleks Sportowy „Wiktoria”, Brześć Widzów: 3000 Sędzia: Sławe Nikołow Ǵorǵi Nachevski |

| 10 października 2015 | Tatran Preszów     | 19:27   | RK Vojvodina       |                                                                                       |
| 15:30                | Aleksiej Pieskow 5 | (10:14) | 7 Filip Marjanović | Stadion Miasta Preszów, Preszów Widzów: 1227 Sędzia: Mirza Kurtagic Mattias Wetterwik |
| 15:30                | 1× · 3×            | (10:14) | 2× · 3×            | Stadion Miasta Preszów, Preszów Widzów: 1227 Sędzia: Mirza Kurtagic Mattias Wetterwik |

| 10 października 2015 | FC Porto      | 31:27   | Czechowskije Miedwiedi  |                                                                         |
| 18:00                | Hugo Santos 7 | (12:14) | 6 Dimitrij Szelestiukow | Dragão Caixa, Porto Widzów: 1705 Sędzia: Stevann Pichon Laurent Reveret |
| 18:00                | 7× · 3×       | (12:14) | 7× · 3×                 | Dragão Caixa, Porto Widzów: 1705 Sędzia: Stevann Pichon Laurent Reveret |

| 17 października 2015 | FC Porto          | 29:28   | HC Meszkow Brześć  |                                                                               |
| 18:00                | Gilberto Duarte 5 | (16:11) | 9 Rastko Stojković | Dragão Caixa, Porto Widzów: 2012 Sędzia: Jan Erik Leandersson Mikael Lindroos |
| 18:00                | 6× · 3× · 1×      | (16:11) | 5× · 3×            | Dragão Caixa, Porto Widzów: 2012 Sędzia: Jan Erik Leandersson Mikael Lindroos |

| 17 października 2015 | RK Vojvodina                        | 26:31   | CB Ciudad de Logroño    |                                                                              |
| 18:00                | Zoran Nikolić 5 · Bojan Todorović 5 | (11:16) | 8 Ángel Fernández Pérez | SC Slana Bara, Nowy Sad Widzów: 3000 Sędzia: Igor Covalciuc Alexei Covalciuc |
| 18:00                | 2× · 2×                             | (11:16) | 3× · 3×                 | SC Slana Bara, Nowy Sad Widzów: 3000 Sędzia: Igor Covalciuc Alexei Covalciuc |

| 18 października 2015 | Tatran Preszów | 27:21   | Czechowskije Miedwiedi |                                                                                  |
| 18:00                | Jakub Hrstka 8 | (12:12) | 10 Dmitrij Kowaliow    | Stadion Miasta Preszów, Preszów Widzów: 2100 Sędzia: Ferenc Bonifert Viktor Oláh |
| 18:00                | 3× · 2×        | (12:12) | 6× · 1×                | Stadion Miasta Preszów, Preszów Widzów: 2100 Sędzia: Ferenc Bonifert Viktor Oláh |

| 22 października 2015 | Czechowskije Miedwiedi | 29:28   | Tatran Preszów |                                                                                      |
| 19:00                | Dmitrij Kowaliow 6     | (15:15) | 8 Jakub Hrstka | Olimpijski Czechow, Czechow Widzów: 1200 Sędzia: Sorin-Laurenţiu Dinu Constantin Din |
| 19:00                | 6× · 3×                | (15:15) | 4× · 3×        | Olimpijski Czechow, Czechow Widzów: 1200 Sędzia: Sorin-Laurenţiu Dinu Constantin Din |

| 24 października 2015 | CB Ciudad de Logroño | 31:22  | RK Vojvodina    | |
| 18:00                | Cristian Malmagro 8  | (15:9) | 5 Miloš Orbović | Palacio de los Deportes de La Rioja, Logroño Widzów: 2000 Sędzia: Bartosz Leszczynski Marcin Piechota |
| 18:00                | 2× · 3×              | (15:9) | 4× · 3×         | Palacio de los Deportes de La Rioja, Logroño Widzów: 2000 Sędzia: Bartosz Leszczynski Marcin Piechota |

| 24 października 2015 | HC Meszkow Brześć                          | 34:27   | FC Porto            | |
| 18:00                | Dzmitryj Nikulenkau 6 · Rastko Stojković 6 | (17:12) | 7 Yoel Cuni Morales | Uniwersalny Kompleks Sportowy „Wiktoria”, Brześć Widzów: 2500 Sędzia: Vaidas Mažeika Mindaugas Gatelis |
| 18:00                | 4× · 3× · 1×                               | (17:12) | 4× · 3×             | Uniwersalny Kompleks Sportowy „Wiktoria”, Brześć Widzów: 2500 Sędzia: Vaidas Mažeika Mindaugas Gatelis |

| 11 listopada 2015 | Tatran Preszów  | 24:25   | FC Porto        |                                                                                      |
| 20:00             | Radoslav Antl 7 | (10:14) | 6 Alexis Borges | Stadion Miasta Preszów, Preszów Widzów: 3120 Sędzia: Igor Covalciuc Alexei Covalciuc |
| 20:00             | 4× · 3×         | (10:14) | 6× · 2×         | Stadion Miasta Preszów, Preszów Widzów: 3120 Sędzia: Igor Covalciuc Alexei Covalciuc |

| 14 listopada 2015 | CB Ciudad de Logroño                | 30:25   | Czechowskije Miedwiedi    |                                                                                                  |
| 18:00             | Cristian Malmagro 7 · Víctor Vígo 7 | (14:14) | 6 Aleksander Czernoiwanow | Palacio de los Deportes de La Rioja, Logroño Widzów: 2000 Sędzia: Kursad Erdogan Ibrahim Özdeniz |
| 18:00             | 2× · 3×                             | (14:14) | 2× · 4×                   | Palacio de los Deportes de La Rioja, Logroño Widzów: 2000 Sędzia: Kursad Erdogan Ibrahim Özdeniz |

| 14 listopada 2015 | RK Vojvodina                               | 26:35   | HC Meszkow Brześć  |                                                                        |
| 18:00             | Filip Marjanović 6 · Strahinja Stanković 6 | (12:20) | 9 Rastko Stojković | SC Slana Bara, Nowy Sad Widzów: 800 Sędzia: Thierry Dentz Denis Reibel |
| 18:00             | 2× · 3×                                    | (12:20) | 3× · 3×            | SC Slana Bara, Nowy Sad Widzów: 800 Sędzia: Thierry Dentz Denis Reibel |

| 19 listopada 2015 | Czechowskije Miedwiedi                  | 34:30   | RK Vojvodina     |                                                                                       |
| 19:00             | Pawieł Andriejew 6 · Dmitrij Kowaliow 6 | (19:14) | 10 Zoran Nikolić | Olimpijski Czechow, Czechow Widzów: 1900 Sędzia: Jan Erik Leandersson Mikael Lindroos |
| 19:00             | 2× · 3×                                 | (19:14) | 3×               | Olimpijski Czechow, Czechow Widzów: 1900 Sędzia: Jan Erik Leandersson Mikael Lindroos |

| 21 listopada 2015 | HC Meszkow Brześć | 32:26   | Tatran Preszów  |                                                                                                   |
| 18:00             | Pawieł Atman 8    | (17:12) | 5 Radoslav Antl | Uniwersalny Kompleks Sportowy „Wiktoria”, Brześć Widzów: 3200 Sędzia: Péter Horváth Balázs Marton |
| 18:00             | 3× · 3×           | (17:12) | 5× · 3×         | Uniwersalny Kompleks Sportowy „Wiktoria”, Brześć Widzów: 3200 Sędzia: Péter Horváth Balázs Marton |

| 21 listopada 2015 | FC Porto            | 35:31   | CB Ciudad de Logroño  |                                                                        |
| 18:00             | Yoel Cuni Morales 7 | (16:14) | 8 Javier García Rubio | Dragão Caixa, Porto Widzów: 1915 Sędzia: Per Olesen Lars Elby Pedersen |
| 18:00             | 6× · 3× · 1×        | (16:14) | 3× · 3×               | Dragão Caixa, Porto Widzów: 1915 Sędzia: Per Olesen Lars Elby Pedersen |

| 26 listopada 2015 | Czechowskije Miedwiedi    | 30:29   | FC Porto         |                                                                               |
| 19:00             | Aleksander Czernoiwanow 6 | (16:15) | 11 António Areia | Olimpijski Czechow, Czechow Widzów: 1500 Sędzia: Miklos Andorka Robert Hucker |
| 19:00             | 2× · 2×                   | (16:15) | 3× · 3×          | Olimpijski Czechow, Czechow Widzów: 1500 Sędzia: Miklos Andorka Robert Hucker |

| 26 listopada 2015 | RK Vojvodina    | 24:25   | Tatran Preszów |                                                                                    |
| 19:30             | Miloš Orbović 7 | (14:14) | 7 Jakub Hrstka | SC Slana Bara, Nowy Sad Widzów: 500 Sędzia: Michalis Tzaferopulos Andreas Bethmann |
| 19:30             | 3× · 3×         | (14:14) | 2× · 3×        | SC Slana Bara, Nowy Sad Widzów: 500 Sędzia: Michalis Tzaferopulos Andreas Bethmann |

| 28 listopada 2015 | CB Ciudad de Logroño | 28:32   | HC Meszkow Brześć |                                                                                       |
| 18:00             | Cristian Malmagro 9  | (11:17) | 7 trzech graczy   | Palacio de los Deportes de La Rioja, Logroño Widzów: 3000 Sędzia: Bojan Lah David Sok |
| 18:00             | 4× · 3×              | (11:17) | 8× · 3× · 1×      | Palacio de los Deportes de La Rioja, Logroño Widzów: 3000 Sędzia: Bojan Lah David Sok |

| 5 grudnia 2015 | FC Porto                                  | 37:15  | RK Vojvodina      |                                                                  |
| 16:00          | António Areia 5 · Ricardo Silva Moreira 5 | (16:7) | 3 Bojan Todorović | Dragão Caixa, Porto Widzów: 1870 Sędzia: Karim Gasmi Raouf Gasmi |
| 16:00          | 2× · 3×                                   | (16:7) | 4× · 3×           | Dragão Caixa, Porto Widzów: 1870 Sędzia: Karim Gasmi Raouf Gasmi |

| 5 grudnia 2015 | HC Meszkow Brześć  | 32:26   | Czechowskije Miedwiedi |                                                                                                 |
| 18:00          | Rastko Stojković 8 | (15:13) | 9 Dmitrij Kowaliow     | Uniwersalny Kompleks Sportowy „Wiktoria”, Brześć Widzów: 3300 Sędzia: Bogdan Stark Romeo Ștefan |
| 18:00          | 3× · 3×            | (15:13) | 5× · 3×                | Uniwersalny Kompleks Sportowy „Wiktoria”, Brześć Widzów: 3300 Sędzia: Bogdan Stark Romeo Ștefan |

| 5 grudnia 2015 | Tatran Preszów  | 19:21 | CB Ciudad de Logroño |                                                                                     |
| 18:30          | Radoslav Antl 6 | (8:6) | 7 Carlos Molina      | Stadion Miasta Preszów, Preszów Widzów: 2283 Sędzia: Dalibor Jurinovic Marko Mrvica |
| 18:30          | 3× · 3×         | (8:6) | 4× · 2×              | Stadion Miasta Preszów, Preszów Widzów: 2283 Sędzia: Dalibor Jurinovic Marko Mrvica |